# Seznam rakousko-uherských velvyslanců v Německu
Toto je chronologický přehled diplomatických zástupců habsburské monarchie, respektive Rakousko-Uherského císařství v Německém císařství. Diplomatické styky mezi habsburskou monarchií a Braniborským kurfiřtstvím, později Pruským královstvím se v trvalejším charakteru datují již od konce 17. století. Kvůli dynastickým válkám v 18. století došlo několikrát k přerušení diplomatických styků, naposledy se tak stalo během prusko-rakouské války v roce 1866. Po vzniku Německého císařství bylo rakouské diplomatické zastoupení v Berlíně povýšeo na stálé Velvyslanectví (1871). K ukončení diplomatických styků došlo v závěru první světové války zánikem obou monarchií. 

## Seznam rakousko-uherských velvyslanců v Německém císařství 1867–1918
| Jméno (životní data)                                  | Foto | Nástup do funkce  | Konec funkce       |
| ----------------------------------------------------- | ---- | ----------------- | ------------------ |
| Felix hrabě von Wimpffen (1827–1882)                  |      | 13. října 1866    | 10. prosince 1871  |
| Alois hrabě Károlyi (1825–1889)                       |      | 10. prosince 1871 | 3. listopadu 1878  |
| Emerich hrabě Széchényi (1825–1898)                   |      | 3. listopadu 1878 | 10. října 1892     |
| Ladislaus hrabě Szögyény-Marich (1841–1916)           |      | 24. října 1892    | 4. srpna 1914      |
| Gottfried princ Hohenlohe-Schillingsfürst (1867–1932) |      | 4. srpna 1914     | 11. listopadu 1918 |